# قائمة قصور هولندا

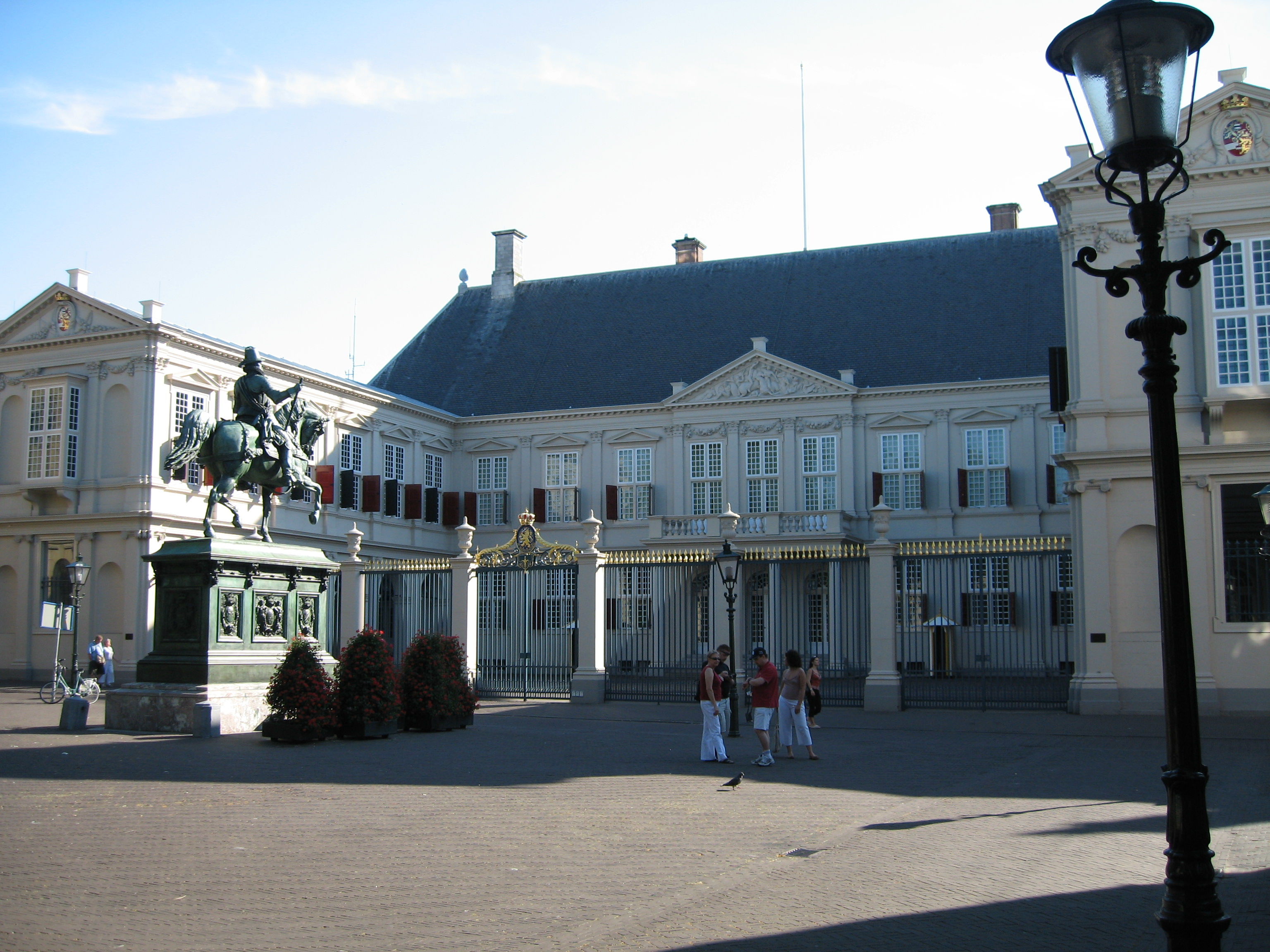
قصر نورتاينده

قصر هو مقر إقامة كبير، وخاصة ما يتعلق بالمقرات الملكية والرئاسية، أو الأعيان رفيعي المستوى، كالأساقفة، كما يطلق قصر على المباني الفخمة والمزخرفة.

## قائمة قصور هولندا
تحتوي هذه القائمة على أسماء قصور في هولندا.
- القصر الملكي في أمستردام
- قصر السلام (هولندا)
- قصر نورتاينده
- منزل تن بوس